# Згурська
Згурська (пол. Zgórska) — річка в Польщі, у Дембицькому й Малецькому повіті Підкарпатського воєводства. Права притока Бреня, (басейн Балтійського моря).

## Опис
Довжина річки приблизно 31,90 км, найкоротша відстань між витоком і гирлом — 20,52 км, коефіцієнт звивистості річки — 1,56. Формується притоками та багатьма безіменними струмками.

## Розташування
Бере початок у Кшивді (частина села Ружа) (гміна Чорна). Спочатку тече переважно на північний схід через Домб'є і Руду. Далі повертає на північний захід, тече через Подбоже, Згурсько, Ізбисько, Границю, Смикув, і у Ведовіце-Дольне впадає у річку Брень, праву притоку Вісли.

## Притоки
- Домбрувка, Ямниця(ліві); Канал Вадовицький (права)[4].

## Цікавий факт
- у селі Ружа біля витоку на відстані приблизно 1,50 км проходить найдовша польська автомагістраль А4.